# ゆせそま。
『ゆせそま。』はkashmir（カシミール）による日本の漫画作品。『月刊コミック電撃大王』（アスキー・メディアワークス）にて、2015年6月号から2017年3月号まで連載。

## ストーリー
魔法女児らんどせる☆スターズのリーダーであるあずさは、仲間のしなのとりにあと力を合わせて悪を倒し、ついにぬいぐるみが暮らす魔法の国グルミーランドの平和を取り戻す。しかし直後、これまでの戦いがすべて、うさPによって演出されたTV番組であったことを明かされる。ショックを受けたあずさは、現実に戻り、普通の中学生として日々を過ごそうとするが、そこにうさPが現れ、番組の続編が決定したと告げられ、またもや魔法少女として過ごす波乱の学園生活が始まる。

## 登場人物
原峰 あずさ（はらみね あずさ）
主人公。中学1年生。『らんどせる☆スターズ』では剣が武器の「クラレスレッド」としてリーダーを演じていたが、最終回までそれが番組であることを唯一知らされていなかった。ツンツンしているように見えるが影では努力家。兄のことになると嫉妬深く、貧乳であることを気にしている。
うさP
グルミーランドの住民。MARUYAMAグループ制作の『らんどせる☆スターズ』の監督であり、番組をヒットさせて版権管理生活を目論む。本来はウサギのぬいぐるみ姿だが、学校にいるときはうさ耳少女の姿をしている。語尾に「P」がつく。
お兄ちゃん
あずさの兄。人間界でも放送されていた『らんどせる☆スターズ』は毎週かかさず見ていたが、あずさが出演していたことには気が付いていなかった。うさPに巻き込まれて魔法少女に変身させられたり、魔法攻撃を受けて仮死状態になったりする。SF研に所属。
生徒会長
本名は鈴蘭。眼鏡で長身の生徒会長。一見真面目そうな外見だが、実は『らんどせる☆スターズ』のファンで魔法少女になりたがっていた。しかし変身した際は悪の女幹部のような姿になってしまう。
つばさ
あずさの小学校のときからの友人。眼鏡でおさげ。あずさたちに巻き込まれてSF研に入部し、魔法少女になる。
しなの
『らんどせる☆スターズ』では魔法による補助や治癒を得意とする「セイバンブルー」としてあずさたちと共に主役の一人を演じた。
りにあ
『らんどせる☆スターズ』では素早い動きによる体当たりが得意な「フワリイイエロー」として登場。一人称は「僕」。
くまD
元『らんどせる☆スターズ』のディレクター。ライバル企業のニクスエに転職し、生徒会長を引きぬいた。語尾に「D」がつく。

## 用語
魔法女児らんどせる☆スターズ
グルミーランドのMARUYAMAグループが制作するTV番組。グルミーランドだけではなく人間の世界でも放送され大ヒットした。グルミーランドは二次元と三次元の区別がないため、人間界では自動的にアニメに変換されて、日曜の朝から放送されていた。
グルミーランド
魔法界にあるぬいぐるみたちが暮らす国。
MSP（マジカルスマートフォン）
グルミーランドで開発された魔法のスマホ。アプリを起動させることで魔法少女に変身することができるアイテム。

## 書誌情報
- kashmir 『ゆせそま。』 KADOKAWA/アスキー・メディアワークス〈電撃コミックスEX〉、全2巻
  1. 2016年6月27日発売 ISBN 978-4-04-865999-4
  2. 2017年4月27日発売 ISBN 978-4-04-892766-6